# Giorgio Aebi
Giorgio Aebi (Cernobbio, 9 settembre 1923 – Milano, 14 gennaio 2005) è stato un calciatore italiano, di ruolo attaccante.

## Biografia
Era figlio di Ermanno Aebi, ex attaccante dell'Inter.

## Carriera
Iniziò la sua carriera agonistica nel Como nel 1943, durante la seconda guerra mondiale, disputando alcuni tornei di guerra e vincendo il Torneo Lombardo.
Nel 1945 con i comaschi partecipa alla Serie B-C Alta Italia, ottenendo il quinto posto del girone B.
Nella stagione seguente viene ingaggiato dal Genoa, in serie A. In rossoblu esordisce il 13 ottobre 1946 nel pareggio esterno per 0 a 0 contro il Bologna.
Tra le file del grifone disputerà sette incontri.
In rossoblu gioca solo un'annata, venendo ingaggiato dalla SPAL che disputava la serie B. Con i ferraresi ottiene il terzo posto del girone B.

## Palmarès

### Club

#### Competizioni regionali
- Torneo Benefico Lombardo: 1

Como: 1944-1945